# Lynn Hilary
Lynn Hilary, natural de Dublin, Irlanda, é  integrante do grupo Celtic Woman desde 2007.
Graduou-se com honras, em junho de 2004, como soprano clássico no DIT "College of Music" em Dublin. Foi integrante do  Anúna durante 5 anos tendo se apresentado com o coral em diversos países tais como Marrocos, Estados Unidos, Holanda e Finlândia. Participou dos programas de televisão “The Late Late Show”, “ Open House”, “I.D.”, “Songs of Praise” e “BBC Proms in the Park”. Foi solista principal do  Riverdance   na cerimônia de abertura das Olimpíadas Especiais de 2003 realizadas no parque Croke em Dublin. Lynn também atuou como solista principal  na temporada de 10 semanas do grupo  no Teatro Gaiety em Dublin; em turnês nos E.U.A., Canadá e Europa e na  gravação do CD/DVD  lançados em comemoração ao aniversário de 10 anos de Riverdance.
Participou como convidada especial da gravação de álbuns  de músicos irlandeses de renome tais como Brian Kennedy, Luka Bloom, Jerry Fish e recentemente do álbum do cantor e compositor Don Mescall. 
Seu álbum de estréia “Take me with you” já foi lançado no início de 2008.
Em 2010, a Lynn decidiu sair do grupo, de acordo com o site do grupo.